# 43722 Carloseduardo
43722 Carloseduardo este o planetă minoră (asteroid), cu un diametru de 13,084 km, din centura de asteroizi. A fost descoperită pe 18 iulie 1968 la Cerro El Roble⁠(d) de Carlos Torres⁠(d). 
Obiectul prezintă o orbită caracterizată de o semiaxă mare de 3,1755779464089 UAi, o excentricitate de 0,18, o înclinație de 14,7 ° în raport cu ecliptica.